# Кульков Михайло Максимович
Михайло Максимович Кульков (рос. Михаил Максимович Кульков; 9 травня 1891, село Константиново Бронницького повіту Московської губернії, тепер Московської області, Російська Федерація — розстріляний 23 лютого 1939, місто Москва) — радянський партійний діяч, перший секретар Киргизького ЦК ВКП(б) Киргизької АСРР від серпня 1929 до червня 1930 року. Делегат II з'їзду Рад. Депутат Верховної Ради СРСР 1-го скликання. Член Центральної контрольної комісії ВКП(б) у 1924—1925 і 1930—1934 роках. Кандидат у члени ЦК ВКП(б) у 1934—1937 роках. Член ЦК ВКП(б) у 1937—1938 роках.

## Життєпис
Народився в робітничій родині в селі Константиново Рождественської волості Бронницького повіту Московської губернії (за іншими даними — Бежецького повіту Тверської губернії). З 1901 по 1903 рік працював прибиральником в сільській школі. У 1903 році закінчив земську школу в селі Константиново.
У 1903—1905 роках — учень шорника Московського заводу торгового дому Тіля. У 1906—1907 роках — шорник Московської шорно-сідельної фабрики Демента. У 1907—1908 роках — шорник Московського заводу товариства «Мандаль і Райц». З 1908 року розпочав активну діяльність у профспілках.
У 1909—1910 роках — шорник заводу Осипова в Санкт-Петербурзі. У 1910—1912 роках — шорник машинобудівного заводу Гартмана в Санкт-Петербурзі. З квітня по травень 1912 року перебував під арештом за участь в страйку на заводі Гартмана. У 1912—1913 роках — шорник заводу Кепке в Санкт-Петербурзі. У 1913—1915 роках — шорник заводу Острема в Санкт-Петербурзі.
Член РСДРП(б) з січня 1915 року.
У 1915 році виїхав до Брянська, де з серпня 1916 по лютий 1917 року працював шорником заводу «Арсенал».
З 1917 року — заступник голови виконавчого комітету Брянської повітової ради, голова комітету профспілки заводу «Арсенал», голова Брянського повітового комітету РСДРП(б). У листопаді 1917 року брав участь у встановленні радянської влади у Брянській губернії.
З грудня 1917 по березень 1918 року — член колегії Ради народних комісарів Брянського промислового району Калузької губернії.
У березні — серпні 1918 року — заступник голови Орловської губернської надзвичайної комісії (ЧК), завідувач відділу управління виконавчого комітету Орловської губернської ради. З вересня 1918 року — член Брянського повітового революційного комітету, голова Брянської повітової ЧК
З вересня по жовтень 1918 року — партизан радянського загону Миколи Щорса. З 1918 по листопад 1919 року — червоноармієць Анапівського плку РСЧА на Південному фронті.
У листопаді 1919 — травні 1920 року — голова Брянського повітового комітету РКП(б) Калузької губернії.
У травні — вересні 1920 року — секретар Дятьковського волосного комітету РКП(б) Брянського повіту.
У вересні — грудні 1920 року — голова виконавчого комітету Бежицької повітової ради Калузької губернії.
З грудня 1920 по червень 1921 року — шорник, секретар осередку РКП(б) Московського державного шкіряного заводу «Шоршкір».
У червні 1921 — червні 1924 року — шорник, секретар осередку РКП(б) Московського державного шкіряного заводу «Червоний постачальник» тресту «Мосшкіра». Працював також у [Замоскворіччя (район Москви)|Замоскворіцькому]] районному комітеті РКП(б) Москви. З 1922 року — голова правління Московської Спілки шкіряників, голова Московського відділення Міжнародної організації допомоги революції.
У червні 1924 — 1925 року — заступник завідувача організаційного відділу ЦКК ВКП(б) — Народного комісаріату робітничо-селянської інспекції РРФСР.
З 1925 по жовтень 1927 року — слухач курсів марксизму при Комуністичному університеті імені Я. М. Свердлова в Москві.
Від жовтня 1927 по серпень 1929 року — заступник уповноваженого ЦКК ВКП(б) у Середньоазійському бюро ЦК ВКП(б), а також член ЦКК КП(б) Туркменії.
29 серпня 1929 — 8 червня 1930 року — 1-й секретар Киргизького обласного комітету ВКП(б). Обирався членом Середньоазійського бюро ЦК ВКП(б).
У 1931 — лютому 1933 року — 1-й секретар Замоскворіцького районного комітету ВКП(б) Москви.
У лютому 1933 — лютому 1935 року — 1-й секретар Пролетарського районного комітету ВКП(б) Москви.
У 1935 році — завідувач відділу партійних кадрів Московського міського комітету ВКП(б).
7 березня 1935 — лютий 1937 року — 2-й секретар Московського міського комітету ВКП(б).
У лютому — жовтні 1937 року — уповноважений Комісії партійного контролю при ЦК ВКП(б) по Азово-Чорноморському краю. У жовтні — грудні 1937 року — уповноважений Комісії партійного контролю при ЦК ВКП(б) по Ростовській області.
У червні — жовтні 1938 року — директор Соболево-Щолковської прядильно-ткацької фабрики на станції Щолково Московської області.
27 жовтня 1938 року заарештований органами НКВС, а 22 лютого 1939 року засуджений Воєнною колегією Верховного суду СРСР до смертної кари, розстріляний наступного дня. Похований на Донському цвинтарі Москви.
5 листопада 1955 року реабілітований. 27 грудня 1955 року поновлений в членах партії.